# Erich Neumann (psykolog)
Erich Neumann, född 23 januari 1905 i Berlin, död 5 november 1960, var en tysk-judisk jungiansk psykolog och författare. Neumann doktorerade vid Berlinuniversitet 1927 och flyttade senare till Tel Aviv. Han undervisade vid C. G. Jung Institutet i Zürich samt även i Storbritannien, Frankrike och Nederländerna. Han var även ledamot i International Association for Analytical Psychology och ordförande i Analytiska psykologers förbund i Israel.
Erich Neumann bidrag var inom utvecklingspsykologin,  psykologi av det medvetna och av kreativitet. Neumann använde sig av en teoretisk och filosofisk ansats till analysen. Hans mest kända insats är teori för kvinnlig utveckling.